# Dorfkirche Grammentin

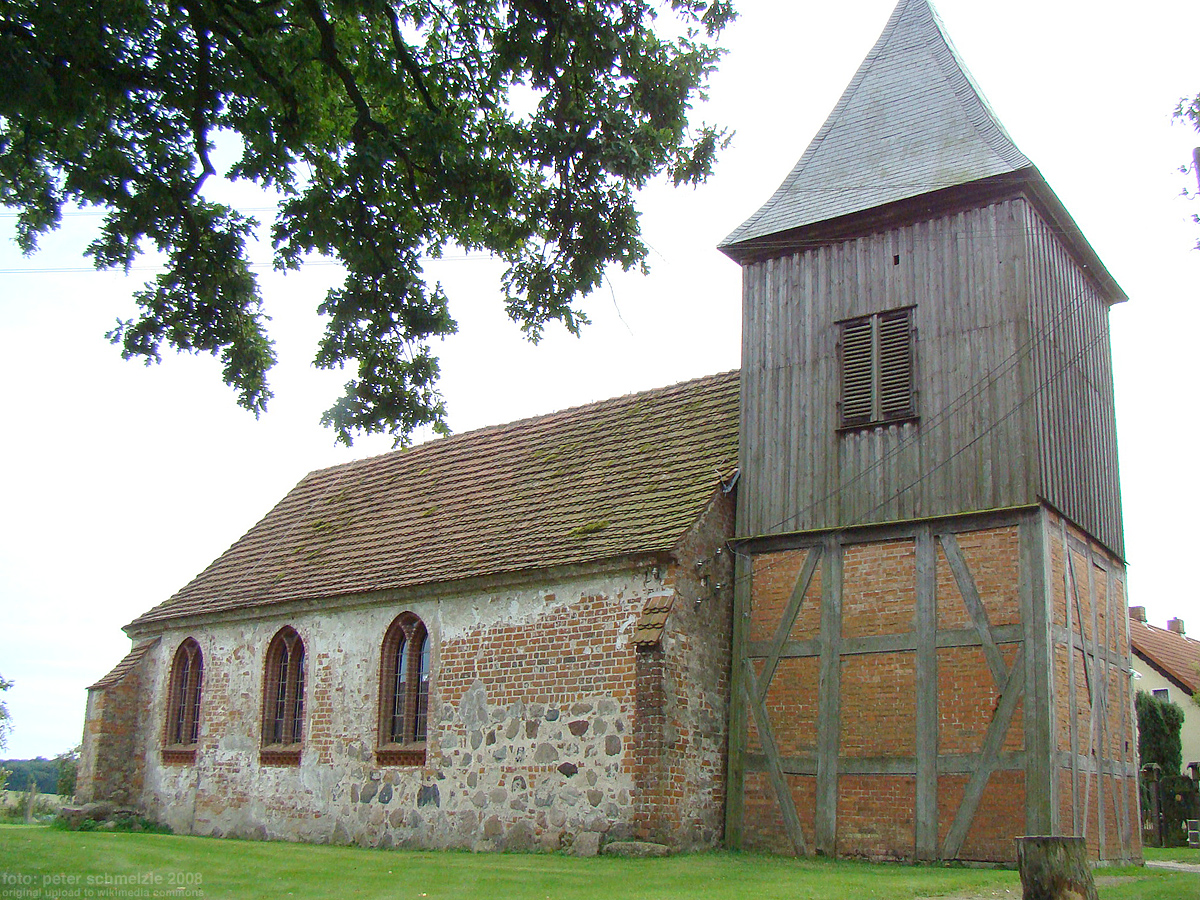
Dorfkirche Grammentin

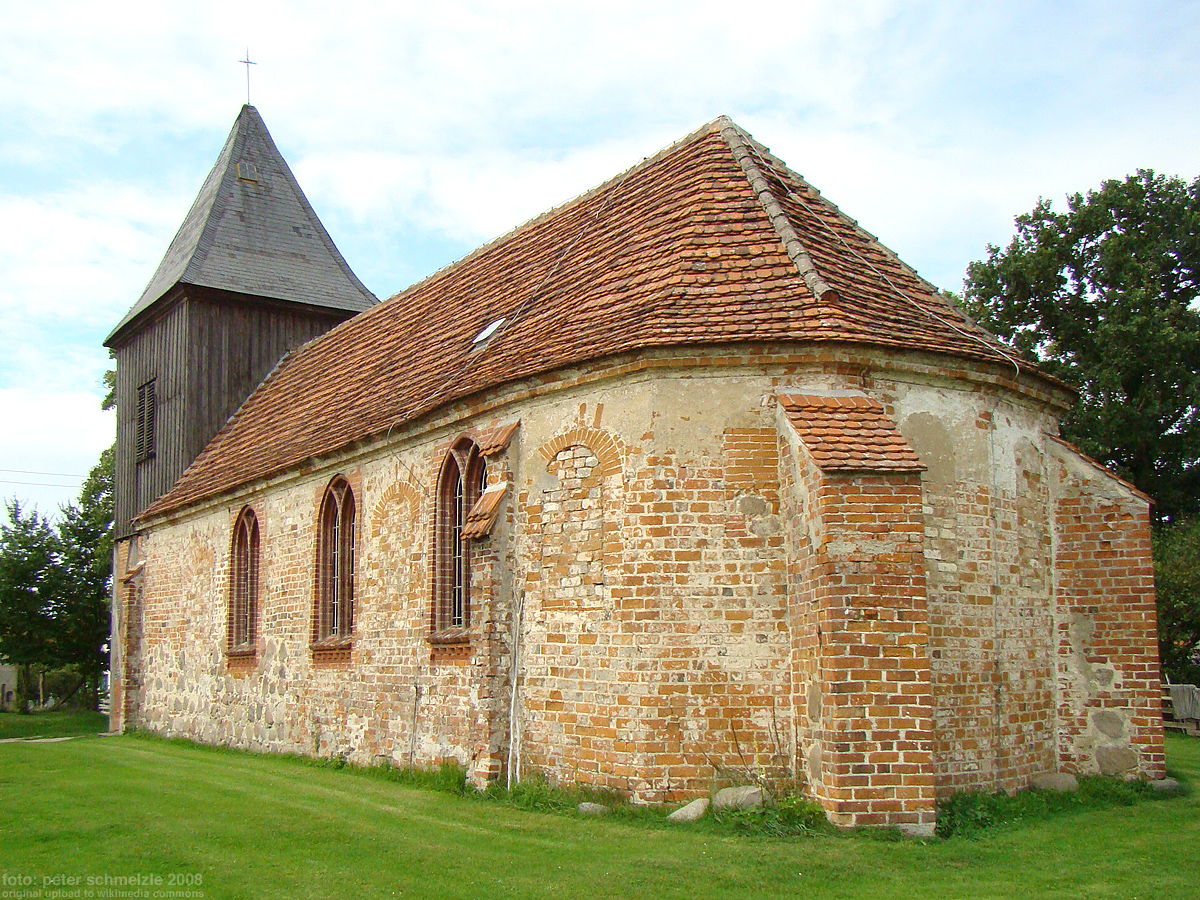
Blick auf den polygonalen Ostschluss

Die Dorfkirche in Grammentin im Landkreis Mecklenburgische Seenplatte in Mecklenburg-Vorpommern ist ein historisches Kirchengebäude aus dem 15. Jahrhundert.
Die Kirche ist ein rechteckiger Backsteinbau mit polygonalem Ostschluss und später westlich angebautem Turm mit Holzobergeschoss. Die Grundmauern des Kirchenschiffs stammen aus dem 15. Jahrhundert, die zunächst turmlose Kirche wurde jedoch vermutlich im Dreißigjährigen Krieg beschädigt und später wiederaufgebaut, wobei die Fenster der Südseite verändert wurden. Wandmalereien und der Altaraufsatz stammen aus dem 17. Jahrhundert. Der Altar zeigt reliefartig Szenen aus dem Abendmahl, der Kreuzigung und Himmelfahrt Jesu sowie seitlich Heiligenfiguren. Die Wandmalereien sind nur fragmentarisch erhalten und geben eine Kreuzigungsszene sowie den Hl. Georg im Kampf mit dem Drachen wider.
Ihre heutige Gestalt erhielt die Kirche im Wesentlichen zur Zeit des Barock im 18. Jahrhundert. Die Kanzel, das umlaufende Traufgesims sowie der Turm mit Fachwerkunterbau, verbrettertem Oberteil und spitzem Pyramidenhelm stammen aus jener Zeit. Im 19. Jahrhundert wurde die Kirche renoviert. Dabei wurden die Fenster in neogotischen Formen verändert, die Wandmalereien übertüncht, eine flache Holzdecke und eine Empore eingezogen und das Gestühl erneuert. 1867 wurde die Orgel eines heute unbekannten Orgelbauers angeschafft. Die Wände und die Ausstattung wurden im 20. Jahrhundert mehrfach überstrichen. Die letzte umfassende Sanierung der Kirche fand 1997 statt.
Die Kirche besitzt zwei Glocken im Turm. Die Bronzeglocke von 1848 wurde bei Schünemann in Demmin gegossen, die Eisenglocke von 1969 wohl in der Glockengießerei Apolda.
Grammentin, eine Filialkirche der Dorfkirche Kummerow, gehört heute zum Pfarramt Verchen, Propstei Demmin im Pommerschen Evangelischen Kirchenkreis der Nordkirche.